# Обвалование
Обвалова́ние — система заградительных сооружений (защитных дамб), или земляных валов для защиты территорий, подверженных потенциальному затоплению при изменении уровня поверхностных вод (водохранилище, половодье, паводок, приливы и ветровой нагон воды), а также для ограничения площади разлива нефтепродуктов вокруг резервуарных парков.
Обвалование позволяет обеспечить ведение устойчивого земледелия в плодородных зонах речных дельт, низовий, пойм и морского побережья. Обычно фронт обвалования обустраивается вдоль береговой линии водоёма (реки, озёра, водохранилища, моря) по периметру защищаемого участка. Как правило, он состоит из одной линии дамб, но в отдельных случаях используется прикрытие в два ряда. Иногда, на случай ограниченного прорыва воды внешнее кольцо дополняется поперечными дамбами (траверсами), которые разделяют защищаемую территорию и позволяют локализовать возможное затопление. Кроме этого, при осуществлении гидромеханизационных работ обвалование используется при намыве земляных сооружений.  